# Blagoje Bersa
Blagoje Bersa (Dubrovnik, 21 de diciembre de 1873-Zagreb, 1 de enero de 1934) fue un compositor croata.

## Biografía
Estudió en Zagreb con Ivan Zajc y en la Universidad de Música y Arte Dramático de Viena, donde fue alumno de Robert Fuchs y Julius Epstein. Realizó varias óperas en las que se denota la influencia de Richard Wagner: Der Eisenhammer (El martillo de hierro, 1911), Der Schuster von Delft (El zapatero de Delft, 1914).
Su hermano Vladimir Bersa fue también compositor.